# Christian Henry Tobler
Christian Henry Tobler (* 1963 in Paterson (New Jersey)) ist ein US-amerikanischer Produktmanager und weltweit bekannter Praktiker und Spezialist auf dem Gebiet der historischen Kampfkünste und des Europäischen Schwertkampfes. Größere Bekanntheit unter historischen Fechtern erlangte Tobler mit seinen Interpretationen und Übersetzungen alter Fechtbücher in die englische Sprache sowie seinem wegweisenden Werk Secrets of German Medieval Swordmanship: Sigmund Ringeck’’s Commentaries on Liechtenauer’s Verse, das die erste, ganzheitliche Übersetzung von Sigmund Ringecks Fechtbuch von 1438 in das Englische darstellt (zuvor wurden einfach Teile des Werkes im angelsächsischen Raum veröffentlicht).

## Leben und Werdegang
Christian Henry Tobler wurde 1963 in Paterson, New Jersey geboren. Tobler ist schweizerischer Abstammung, sein Großvater, Henri Tobler (nach dem er benannt wurde) war in den 1920er Jahren ein Schweizergardist. Nach einem Abschluss an der University of Bridgeport’s im Fach Computer engineering, arbeitete Tobler als Software-Spezialist und Produktmanager. Tobler ist einer der Gründer des Orden of Selohaar, eines mystischen, elektrischen und modernen Ritterordens, der sich neben den Idealen des Ritterstandes auch mit der Rekonstruktion der deutschen Fechtschule  befasst. Bereits in den 70er Jahren nahm Tobler an Ritterspielen und Mittelaltermärkten als Kämpfer teil, stieß sich allerdings stark daran, dass diese Demonstrationen nicht historisch korrekt sind und auf vielen Klischees basieren (z. B. Ritter sind schwerfällig und unbeweglich, Schwerter sind schwer etc.). Aufgrund dessen, dass sich Tobler stärker dem Mittelalter annähern wollte, fing er an, alte Texte und Manuskripte aus dem Mittelalter zu übersetzen (Deutsch ist nicht seine Muttersprache, er lernte Deutsch als Produkt Manager). Während seiner Studien entdeckte er, dass es so genannte Fechtbücher gibt, in denen Fechtmeister und Autoren alte Kampftechniken niedergeschrieben haben. Tobler begann damit, sich intensiv und detailliert mit den vorhandenen Fechtbüchern zu befassen, was jedoch dadurch stark eingeschränkt wurde, dass es weltweite Informationsnetzwerke wie das Internet noch nicht gab und er so nur begrenzten Zugang zu Fechtbüchern hatte. In den späten 1990er Jahren fing Tobler an, seine Interpretationen der alten Fechtbücher in so genannten Freikämpfen auszuprobieren, er setzte sich daneben auch weltweit mit bekannten Fechtern und Kampfkünstlern in Verbindung. Tobler war es von Anfang an wichtig, dass seine Interpretation der Kampfkünste sich sowohl mit den Darstellungen und Beschreibungen alter Techniken in den Fechtbüchern decken sollte, gleichzeitig aber auch in der Realität effektiv und effizient eingesetzt werden konnte. Tobler gilt heute als einer der renommiertesten Spezialisten auf dem Gebiet der historischen Kampfkünste.

## Werke
- 2001: Secrets of German Medieval Swordsmanship: Sigmund Ringeck’s Commentaries on Liechtenauer ISBN 1-891448-07-2
- 2004: Fighting with the german longsword ISBN 978-1-891448-24-9
- 2006: In Service of the Duke: The 15th Century Fighting Treatise of Paulus Kal ISBN 1-891448-25-0
- 2007: Modernes Training mit dem Langen Schwert nach Liechtenauer. DragonSys – Lebendiges Mittelalter ISBN 978-3-925698-05-7
- 2010: In Saint George’s Name: An Anthology of Medieval German Fighting Arts ISBN 0-9825911-1-X